# Lachine
Lachine (pronuncia francese /laʃin/)è stata un centro abitato dell'isola di Montréal, nel sudest del Québec, in Canada; è un sobborgo della città di Montréal.

## Storia

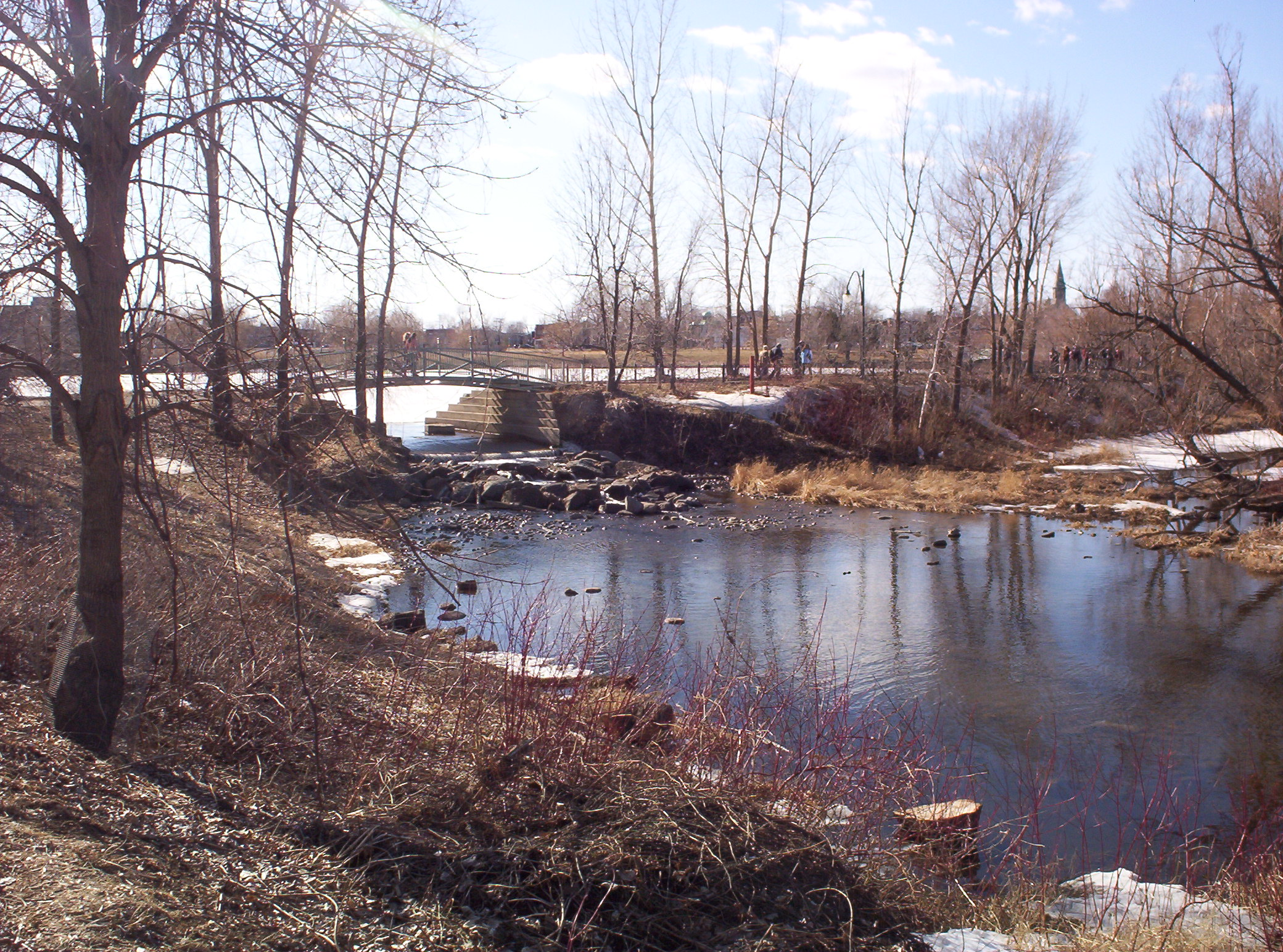
Parc des Rapides, presso le Lachine Rapides

Lachine, il cui nome sembra derivi dal francese la Chine (la Cina), si dice sia stata chiamata così in onore del suo proprietario Robert Cavelier de la Salle, che esplorò l'interno del Nord America, cercando un passaggio per l'Asia. Quando ritornò senza successo, lui e i suoi uomini furono chiamati "les Chinois" per deriderli. 
Il nome Lachine venne adottato quando la parrocchia di Saints Anges de la Chine fu creata nel 1678, con l'apertura di un ufficio postale nel 1829.
Nell'agosto 1689 più di 1.500 guerrieri Mohawk saccheggiarono il piccolo villaggio e lo rasero al suolo, in rappresaglia per la sottrazione delle terre della tribù Seneca da parte del governatore Denonville e i suoi uomini. 80 vittime ci furono nel massacro di Lachine, e gli altri coloni francesi vennero terrorizzati. 
Nel 1872 Lachine è incorporata come città; nel 1999 è stata unita con la città di Saint-Pierre, per poi essere unita con Montréal nel 2002.

## Geografia fisica
Il sobborgo si trova nella parte sudoccidentale dell'isola di Montréal, all'imbocco del canale Lachine, tra il sobborgo di LaSalle e la città di Dorval.
Il territorio ha una superficie di circa 20 km^ e 42.000 abitanti. È un agglomerato di due cittadine, Saint-Pierre-Aux-Liens e Lachine, che si sono fuse nel 2002, in seguito alla fusione municipale di Montréal.
Lachine è la città natale dello scrittore premio Nobel Saul Bellow.